# Geon-Theorie

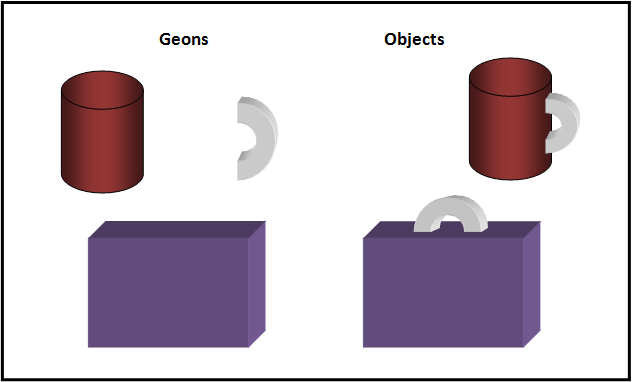
Zerlegung von Objekten in Elementarkörper (Geone)

Die Geon-Theorie (geometrische Icons) wurde von Irving Biederman 1987 entwickelt, um Objekterkennung zu erklären. Laut der Geon-Theorie sind Menschen dazu in der Lage, Objekte zu erkennen, in dem sie sie in ihre Elementarkörper (Geone) zerlegen. Biederman nimmt an, dass die Geone dreidimensionalen Formen entsprechen (Zylinder, Würfel etc.) und man mithilfe von ihnen alle Objekte erstellen kann.

## Geone
Die Geon-Theorie nimmt an, dass es insgesamt 36 Geone gibt, mit deren Hilfe alle möglichen Alltagsobjekte rekonstruiert werden können. So kann beispielsweise eine Kaffeetasse in die Objekte „Zylinder“ und „Griff“ unterteilt werden. Das gleiche Prinzip lässt sich auch für komplexere Objekte anwenden, die dann aus einer großen Menge Geone bestehen. Die wahrgenommenen Geone werden mit den im Gedächtnis gespeicherten Objekten abgeglichen, um zu identifizieren, was der Mensch gerade betrachtet. Um die einzelnen Geone ausfindig zu machen, werden zwei Aspekte besonders beachtet:
- Kanten – sie ermöglichen die gleiche Wahrnehmung von Objekten, unabhängig von der Orientierung.
- Konkavitäten – die Gebiete, in denen sich zwei Kanten treffen. Sie ermöglichen die Trennung der einzelnen Geone voneinander.